# Laudenbach (Badenia-Wirtembergia)

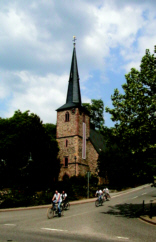
Kościół w Laudenbach

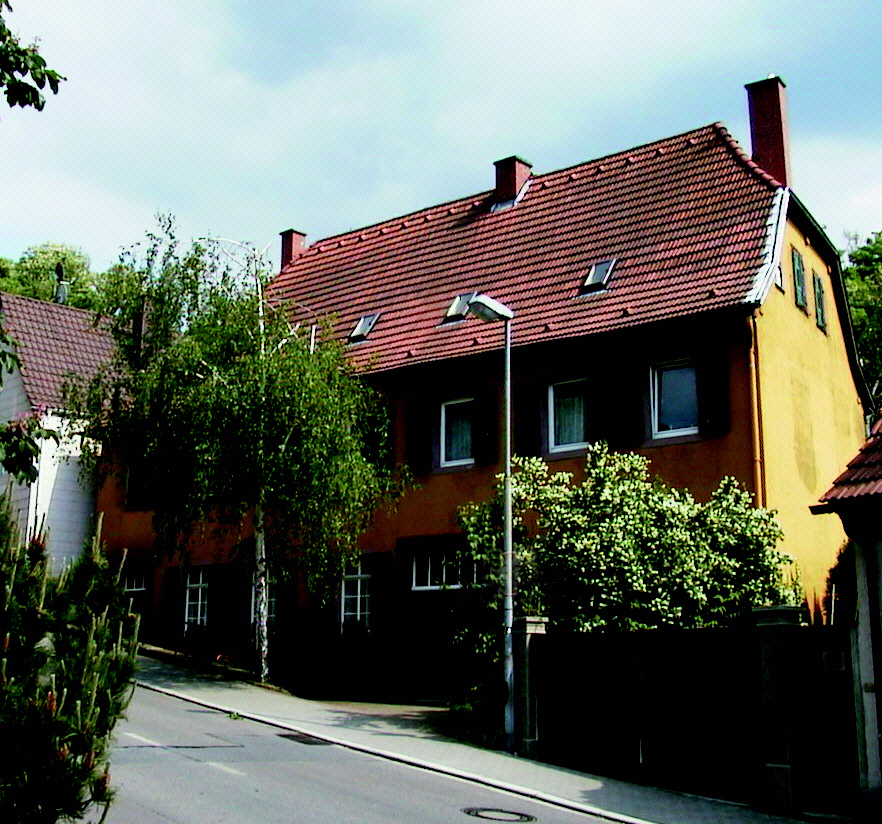
Dom pastora w Laudenbach

Laudenbach – miejscowość i gmina w Niemczech, w kraju związkowym Badenia-Wirtembergia, w rejencji Karlsruhe, w regionie Rhein-Neckar, w powiecie Rhein-Neckar-Kreis, wchodzi w skład wspólnoty administracyjnej Hemsbach. Leży w Odenwaldzie, ok. 25 km na północ od Heidelbergu, przy autostradzie A5, drodze krajowej B3 i linii kolejowej Mannheim–Frankfurt nad Menem.

## Osoby związane z gminą
- Anton Praetorius, pastor